# 自負額
自負額又称免赔额，在保險業務上，指被保險人發生意外事故時，被保險人必須自行負擔的金額。保險公司僅對超過自負額的部分負賠償責任。設定自負額的目的在於減少不必要的小額賠款，降低保險公司理賠成本，也因而降低保費，有效的減輕被保險人的負擔。

## 種類
- 扣減式自負額（直線式自負額）：指每一承保之危險事故發生，保險人在負賠償責任之前，被保險人應先行承擔之金額。
- 累計自負額：指某一特定曆年或會計年度之全部損失未達某一特定金額者，皆由被保險人自行負責，而一旦損失超過該約定金額，其超過之損失皆由保險人負擔之自負額形態，又稱固定金額年自負額。
- 曆年制自負額：保險公司以曆年度，即每年1月1日起到12月31日止，該期間內所發生的自負額，而賠償方式就如上面所述，看當時訂約的條款。

## 基本健康保險給付扣除額、中層式的自負額
- 於基本健康險之上又加上高額醫療費保險之健康保險的給付，即超過基本健康保險給付上限的部份，再由高額醫療費用保險給付。
- 指超額保險之保險人僅就超過被保險人自負額及主保險賠償損失總和以上的部份負擔賠償責任。